# Manouba

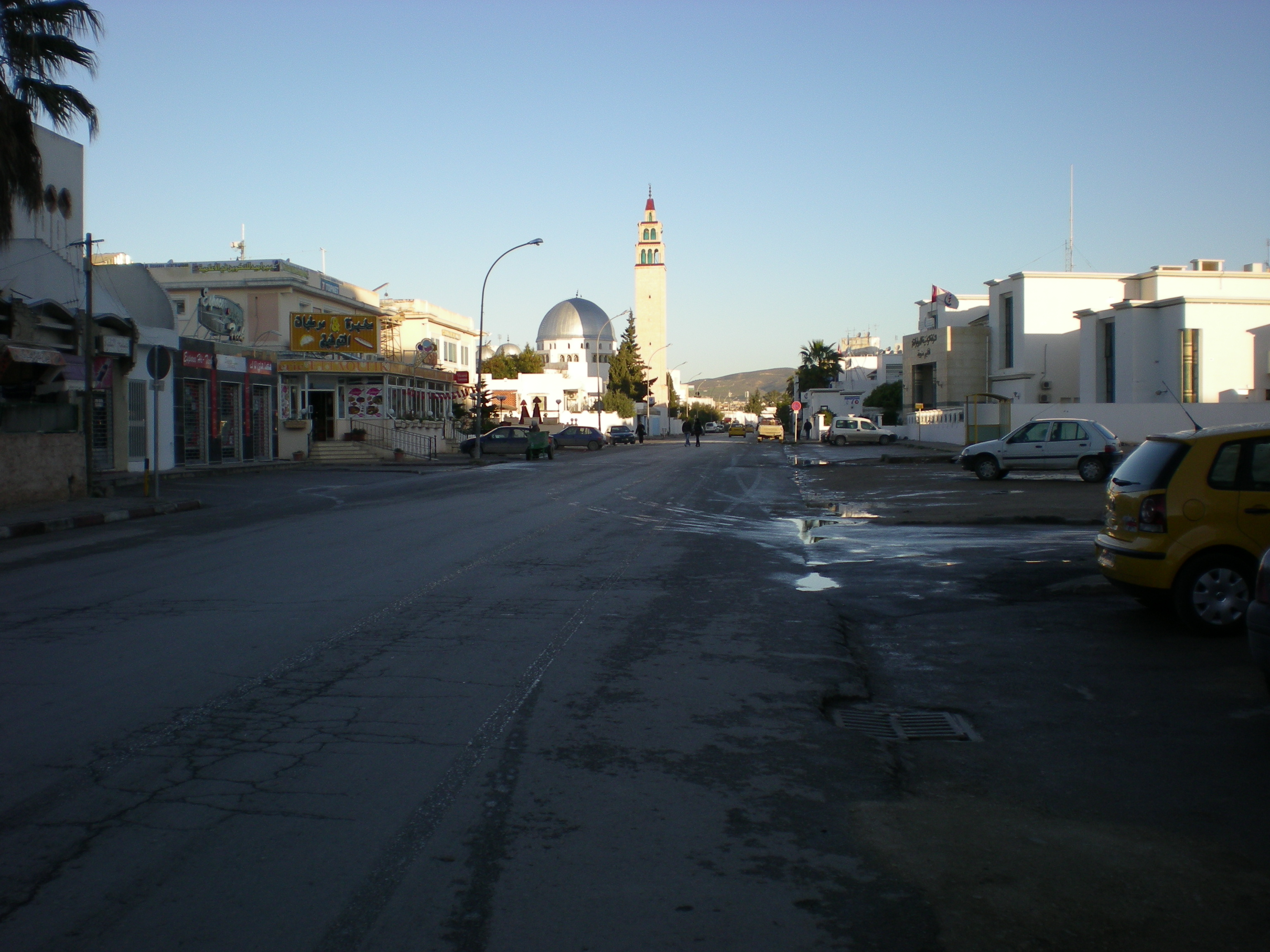
Centrala Manouba.

Manouba (arabiska منوبة, Manūbah) är en stad i norra Tunisien, och är den administrativa huvudorten för guvernementet med samma namn. Staden är belägen strax väster om landets huvudstad, Tunis, och är en del av denna stads storstadsområde. Manouba hade 41 670 invånare vid folkräkningen 2014.